# Skjólahnjúkur
Skjólahnjúkur är en bergstopp i republiken Island. Den ligger i regionen Austurland, 300 km öster om huvudstaden Reykjavík. 
Trakten runt Skjólahnjúkur är nära nog obefolkad, med mindre än två invånare per kvadratkilometer. Närmaste större samhälle är Höfn, omkring 20 kilometer söder om Skjólahnjúkur. Trakten runt Skjólahnjúkur består i huvudsak av gräsmarker.